# علی اسماعیلی
نقدعلی اسماعیلی یک ورزشکار سابق رشته بدن‌سازی و پرورش اندام اهل ایران است. وی در مسابقات قوی‌ترین مردان ایران و به رقابت پرداخت.
وی هفت بار در مسابقات قوی‌ترین مردان ایران موسوم به مسابقات مردان آهنین شرکت کرد، و توانست در تمام آن‌ها به مرحله نهایی راه پیدا کند و دو بار به عنوان نائب قهرمانی دست یافتعلی اسماعیلی در اردیبهشت ۱۳۹۲ در مهرشهر کرج هدف حمله سه جوان مسلح به چاقو و قمه قرار گرفت و تا یک قدمی مرگ پیش رفت. او گرچه در این حادثه با ضربات متعدد چاقو به شدت مجروح شد، اما با کمک پزشکان از مرگ نجات یافت.